# Projekt Zeitgeschichte

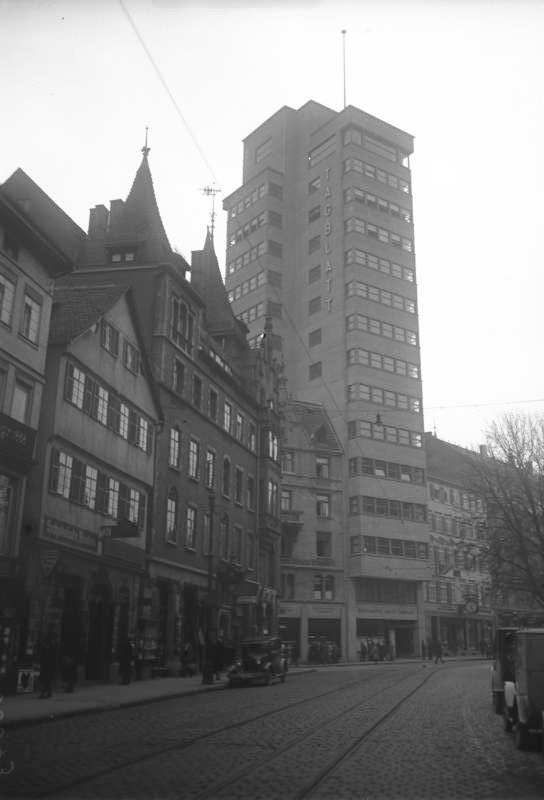
Stuttgart, Tagblatt-Turm (Bundesarchiv, 1928)

Das Projekt Zeitgeschichte war im Kulturamt der Landeshauptstadt Stuttgart angesiedelt und trat in den Jahren 1982 bis 1984 mit der Ausstellungsreihe „Stuttgart im Dritten Reich“ mit insgesamt fünf Präsentationen in öffentliche Erscheinung. Veranstaltungsort aller Ausstellungen war der Tagblatt-Turm in der Eberhardstraße (Kulturzentrum „Kultur unterm Turm“). Die Bedeutung des Projekts ist im Kontext der deutschen Erinnerungskultur und der Auseinandersetzung mit der NS-Vergangenheit und deren Aufarbeitung in den späten 1970er und frühen 1980er Jahren zu suchen. Es hat in breitem Umfang quellennah zeitgeschichtliche Zusammenhänge auch unter Einsatz der Methoden der Oral History erschlossen und zum Teil medial innovativ in Ton und Film vermittelt. Die fünf Ausstellungen hatten insgesamt ca. 75.000 Besucher zu verzeichnen.

## Projektverlauf
Im April 1980 wurde der Journalist und Historiker Karlheinz Fuchs (1943–2022) im Rahmen eines Werkvertrags damit betraut, eine stadtgeschichtliche Sammlung mit dem besonderen Schwerpunkt 20. Jahrhundert einzurichten und vor allem die Aufbereitung des Materials in Form zeitgeschichtlicher Ausstellungen und sie begleitender Publikationen und Veranstaltungen zu bewerkstelligen. Neben Karlheinz Fuchs waren die Historiker Bernd Burkhardt und Walter Nachtmann und zahlreiche freie Mitarbeiter für das Projekt tätig. Burkhardt war durch seine Mühlacker-Studie ausgewiesen, Nachtmann befasste sich auch über das Projekt hinaus mit einer Biographie des Stuttgarter Oberbürgermeisters Karl Strölin. Sie führten umfangreiche Materialrecherchen durch und interviewten eine Reihe wichtiger Zeitzeugen. Der Grafiker Michael Molnar wurde in freier Mitarbeit für die Ausstellungsgestaltung und -realisierung verpflichtet, ebenso wirkte die Kulturwissenschaftlerin Claudine Pachnicke mit. Ein im März 1982 erfolgter Aufruf von Oberbürgermeister Manfred Rommel an die Bevölkerung zur Mitarbeit hatte eine große Resonanz.
Noch während der Laufzeit der fünften Ausstellung wurde das Projekt Zeitgeschichte aus finanziellen und tarifrechtlichen Gründen mit dem Auslauf der bestehenden Zeitverträge zum 31. März 1984 abgebrochen. Eine gründliche Dokumentation der ganzen Leihgaben unterblieb so. Das im Kulturamt verbliebene Schriftgut wurde 1987 an das Stadtarchiv Stuttgart weitergereicht, nachdem Fritz Richert 1986 nach achtjähriger Tätigkeit als Leiter des Kulturamts ausgeschieden war. Eine ursprünglich als Abschluss der Reihe vorgesehene Ausstellung über Stuttgart im Zweiten Weltkrieg wurde zur 50. Wiederkehr des Kriegsausbruchs im Jahre 1989 nachgeholt und unter der Leitung der Historikerin Marlene P. Hiller von der Bibliothek für Zeitgeschichte erarbeitet.

## Intention
„Eine wissenschaftliche Aufarbeitung der Geschichte der Stadt Stuttgart in der Zeit des Nationalsozialismus ist seit langem ein dringender Wunsch der Bürgerschaft. Der Gemeinderat hat zu diesem Zweck beträchtliche Mittel für das Projekt Zeitgeschichte, das durch seine Ausstellungen und seine zwischen 1982 und 1984 erschienenen Publikationen ein sehr positives Echo in der Öffentlichkeit gefunden hat, für das in Vorbereitung befindliche Ausstellungsprojekt Zweiter Weltkrieg sowie für spezielle wissenschaftliche Forschungsvorhaben bewilligt. Die junge Generation fordert zu Recht ein ebenso klares wie historisch verläßliches Bild von den Verhältnissen in Stuttgart im Dritten Reich. Sie will wissen, was damals hier geschah, wie der nationalsozialistische Alltag aussah, wie sich das Regime etablierte und wie es sich behauptete, wer seine Hauptakteure waren und wie sich diese verhielten, wie die Bürgerschaft auf den totalitären Führerstaat reagierte, wer Widerstand leistete und welcher Art dieser Widerstand war, was die Juden und die anderen aus rassischen oder religiösen Gründen verfolgten oder schlimm bedrückten Bevölkerungsgruppen zu erdulden und zu erleiden hatten.“

## Ausstellungszyklus

### „Prolog“
Die erste Ausstellung „Prolog. Politische Plakate der späten Weimarer Republik“ wurde am 13. August 1982 mit einem Vortrag von Eberhard Jäckel zum Thema „Nähe und Ferne der Hitler-Zeit“ eröffnet und bis zum 12. Januar 1983 gezeigt. Im Vorwort zum Ausstellungskatalog befasste sich Manfred Rommel mit dem Untergang der Weimarer Republik und bekannte sich zu folgenden Aussagen:

„Mögen diese Ausstellungen dazu beitragen, vor allem drei Einsichten zu festigen:
1. Die parlamentarische Demokratie ist, bei allen Mängeln, die beste aller Staatsformen.
2. So schwierig die Verhältnisse auch immer werden mögen, die Bürger müssen dafür kämpfen, daß die nach 1945 neu entstandene deutsche Demokratie nie wieder preisgegeben wird.
3. Die Chancen eines Volkes, sich von einer einmal etablierten totalitären Herrschaft selbst befreien zu können, sind gering.“

Für die Ausstellung konnte auf die umfangreichen Plakatbestände der in Stuttgart ansässigen, damals von Jürgen Rohwer geleiteten Bibliothek für Zeitgeschichte zurückgegriffen werden. Fünf von Bernd Burkhardt verfasste politische Lebensläufe aus dem Stuttgart vor der Machtergreifung befassten sich mit Clara Zetkin, Kurt Schumacher, Reinhold Maier, Eugen Bolz und Wilhelm Bazille. 81 der gezeigten Plakate wurden im Detail erläutert und im Katalog verkleinert faksimiliert. Für die einzelnen Abdrucke wurden wenn möglich in der Masse gefärbte Tonpapiere verwendet, deren Erscheinungsbild weitgehend den ursprünglichen Plakatpapieren entsprach.
Eine Nachbemerkung im Katalog macht deutlich, dass in selbigem nur eine Auswahl der Präsentation zum Zuge kommen konnte, und benennt die ausschlaggebenden Kriterien: „Der Plakatteil enthält etwa die Hälfte der in der Ausstellung gezeigten Stücke. Für die Auswahl war vor allem der Stuttgart-Bezug entscheidend. So fehlen im Plakatteil weitgehend die Exponate zu den Adressaten-Gruppen wie Arbeiter, Mittelständler, Christen, Frauen etc., die in der Ausstellung in Verbindung mit den Zwanziger-Jahre-»Typen« des Fotografen August Sander zwar eine synoptische Einheit bilden, sich aber als Komplexe im Katalog kaum hätten vermitteln lassen. Die Dokumentation der Stuttgarter Wahlkämpfe von 1930 bis 1933 hat deshalb die Auswahl für den Katalog bestimmt.“ Auf welche Fotografien aus Sanders Werk Menschen des 20. Jahrhunderts zurückgegriffen wurde, ist im Ausstellungskatalog nicht benannt.
Zwei weitere Beiträge von Walter Nachtmann (Wahlkampfmittel und Wahlkämpfe in Stuttgart 1928–1933) und Thomas Schnabel (Von Bazille bis Mergenthaler. Parteien und Wahlen in Württemberg 1928–1933) verknüpften die Stuttgarter politischen Auseinandersetzungen mit den landeshistorischen Verhältnissen im Volksstaat Württemberg.

### „Völkische Radikale in Stuttgart“
Die Begleitausstellung „Völkische Radikale in Stuttgart. Zur Vorgeschichte und Frühphase der NSDAP 1890–1925“ wurde am 12. November 1982 eröffnet und ebenfalls bis zum 12. Januar 1983 gezeigt. Jürgen Genuneit (1943–2022) verfolgte die Ursprünge antisemitischer Politik in Stuttgart und befasste sich mit dem Deutschvölkischen Schutz- und Trutzbund. Er gelangte zu der Feststellung, dass Stuttgart unmittelbar nach dem Ersten Weltkrieg „dabei zeitweise die Rolle eines Vorreiters, eines Experimentierfeldes und einer organisatorischen Drehscheibe für Ausbreitung des Antisemitismus“ zufiel.
Die Ausarbeitungen von Jürgen Genuneit stießen international auf sehr positive Resonanz: „Like many German cities during the early 1980s, Stuttgart organized an impressive exhibition on the nazi movement. The accompanying 'Ausstellungskataloge' contain solid collections of documents, pictures and narratives on right-wing radicalism in Stuttgart from 1890 to 1945. One of the best is Jurgen Genuneit […].“

### „Die Machtergreifung“
Die Ausstellung „Die Machtergreifung. Von der republikanischen zur braunen Stadt“ wurde am 28. Januar 1983 im Großen Sitzungssaal des Stuttgarter Rathauses mit einer Ansprachen von Oberbürgermeister Manfred Rommel eröffnet. Dann wurde die Dokumentation „Was erfuhren die Stuttgarter über den 30. Januar 1933 und wie reagierten die Zeitungen?“ präsentiert. Anschließend wurde zur Ausstellungs-Besichtigung im Zentrum „Kultur unterm Turm“ eingeladen.
Die räumliche Struktur der Ausstellung lässt sich einer Grafik im Begleitblatt zur Ausstellung entnehmen. Es sind die Bereiche „Die Stadt“, „Die republikanische Szene“, „Die Jugend“ und „Die Machtergreifung“ ausgewiesen. Zudem ist die Fläche der Begleitausstellung ausgewiesen sowie ein Kinodrom. Hierzu findet sich folgende Erläuterung: „Das »Kinodrom« wird im März mit einer Filmdokumentation zum Reichsturnfest 1933 in Stuttgart eröffnet. Als Begleitausstellung ist noch bis Mitte März die Dokumentation »Völkische Radikale in Stuttgart. Zur Vorgeschichte und Frühphase der NSDAP 1890–1925« zu sehen.“

### „Friedrich Wolf“
Die damals an der Universität Stuttgart tätigen Literaturwissenschaftler Michael Kienzle und Dirk Mende trugen zur Ausstellungsreihe „Stuttgart im Dritten Reich“ die Begleitausstellung „Friedrich Wolf. Die Jahre in Stuttgart 1927–1933, ein Beispiel“ bei. Sie wurde vom 9. Juli bis zum 13. November 1983 gezeigt. Der Arzt, Schriftsteller, Jude und Kommunist Friedrich Wolf, eine der „populärsten, meistübersetzten und umtriebigsten Figuren des Kulturlebens der Weimarer Republik“ wird als der bedeutendste Literat und Arzt charakterisiert, der in jenen Jahren in Stuttgart gelebt hatte. Dessen Schauspiel Der arme Konrad. Tragödie aus der Bauernrevolte 1514 war 1924 im Stuttgarter Chronosverlag erschienen, und die Uraufführung war am 14. Februar 1924 im Württembergischen Landestheater in Stuttgart erfolgt. Richard Döcker errichtete für die Familie Wolf ein Haus im Stil der Weißenhofsiedlung, wo 1929 die Praxis für „Naturheilkunde & Homöopathie“ eröffnet wurde. Im Rahmen der Marxistischen Arbeiterschule sprach Wolf im der Volksbildung dienenden Gustav-Siegle-Haus über „Geburtenregelung und Sozialhygiene“, während sein dem Thema Schwangerschaftsabbruch gewidmetes Theaterstück Cyankali in Stuttgart drei ausverkaufte Aufführungen erlebte.
Die Fülle der im Katalog abgedruckten Plakate, Zeitungsausschnitte und Briefe sowie der Grafiken von Conrad Felixmüller lassen den Reichtum der 1983 gezeigten Begleitausstellung erahnen. Einen bedeutenden Beitrag hierzu leistete das Friedrich-Wolf-Archiv, Lehnitz, der Akademie der Künste der Deutschen Demokratischen Republik.

### „Anpassung – Widerstand – Verfolgung“
Die Ausstellung „Anpassung – Widerstand – Verfolgung. Die Jahre 1933 bis 1939“ lief vom 23. März bis zum 22. Dezember 1984. In einer Einleitung zum letzten Ausstellungskatalog der Ausstellungsserie „Stuttgart im Dritten Reich“ gelangte Karlheinz Fuchs zu diesem Resümee:

„Forschungen und Funde zur jetzigen Ausstellung haben eine solche Masse von Erkenntnissen und darstellenswerten Materialien eben auch zum Alltag Stuttgarts im Dritten Reich zu Tage gefördert, daß sie das Projekt das letzte Jahr seiner Tätigkeit über vollkommen in Bann hielten, und es ist die zentrale Erkenntnis dieser exakt vierjährigen Tätigkeit unseres Teams, daß es speziell zum Alltag im Nationalsozialismus noch eine solche Masse von ungesichtetem Material gibt, daß, wer auch nur daran rührt, ihm zu erliegen droht. Hier öffnet sich ein weites weißes Forschungsfeld: so sehr Nationalsozialismus in seinem »morphologisch« erfaßbaren Erscheinungen aufgearbeitet sein mag, über seine »menschliche« Seite, das alltägliche Mitmachertum, über den von Tag zu Tag erlebten und eben auch internalisierten Nationalsozialismus haben (auch) wir noch keinesfalls ein systematisiertes Wissen, trotz aller festen Anhaltspunkte. Aber nur von hierher werden wir – eines fernen Tages – plausible Antworten auf die Frage bekommen können, wie intensiv denn, nach 1945, der Nationalsozialismus wirklich bewältigt wurde.“

Dem Projekt Zeitgeschichte gelang es, „nahezu 1000 Kleinbildrollen mit Tausenden von Negativen“ des in den 30er Jahren für Stuttgarter Tageszeitungen und Zeitschriften tätigen Fotografen Alfons Illenberger und seines Mitarbeiters Bernhard Holtmann zu ermitteln und erstmals in der Ausstellung und im Katalog zu veröffentlichen. Der Bestand mit 915 Rollnegativfilmen und  insgesamt rund 33.000 Aufnahmen aus den Jahren 1934 bis 1938 gelangte 2019 in das Stadtarchiv Stuttgart. Ein  Stichwortregister enthält Verweise auf einzelne Filme, die inzwischen vollständig digitalisert wurden.
Werner Stiefele behandelte unter der Überschrift Banditentum, gesetzlich geschützt die Arisierung jüdischer Geschäfte. Die Entwicklung einiger jüdischer Firmen nach 1933 zeigte in Form einer tabellarischen Aufstellung die Situation in Stuttgarts bevorzugter Geschäftslage (Königstraße, Eberhardstraße, Marktplatz, Reinsburgstraße). Stiefele hatte bereits 1983 für das Staatstheater Stuttgart die szenische Dokumentation Reichskristallnacht (die damals gängige Bezeichnung für die Novemberpogrome 1938) verfasst. Roland Müller beschrieb die damaligen Stuttgarter Verhältnisse in dem Beitrag Der Branddirektor als Brandstifter.

## Bedeutung und Nachwirkung
Frank Engehausen ordnete das Projekt Zeitgeschichte und seine Erträge zwischen Pionierarbeiten der 1960er Jahre, die sich mit Judenverfolgung, Widerstand und Stuttgart im Luftkrieg 1939–1945 befassten und der 1986 vorgelegten und 1988 publizierten Dissertation Stuttgart zur Zeit des Nationalsozialismus des späteren Stuttgarter Stadtarchivdirektors Roland Müller ein. Er stellte fest, dass die Erforschung der Stuttgarter Geschichte im Nationalsozialismus in den 1970er Jahren abebbte, „dann im folgenden Jahrzehnt, auch dank substantieller finanzieller Unterstützung durch die Stadtspitze, eine markante Blüte erlebte.“ In diesem Zusammenhang finden auch die beiden Chroniken von Kurt Leipner und Maria Zelzer Erwähnung. 
Der Stuttgarter Journalist Thomas Borgmann gelangte 1984 zu diesem Resümmé: „Nach vielen Jahren harter, zeitweise erbitterter Auseinandersetzungen innerhalb und außerhalb des Rathauses um den besten Weg, Stuttgarter Stadtgeschichte aufzuarbeiten, stimmen alle drei Werke zusammengenommen versöhnlich. Insbesondere, weil die Zelzer-Chronik nun gleichberechtigt neben den mit Steuergeldern gefertigten beiden anderen  steht. Besonders erfreulich ist das Echo, ist die Nachfrage nach diesen insgesamt 2125 Seiten Geschichte des Dritten Reiches. Dafür hat es sich gelohnt zu streiten.“
In der Folge ist es die Arbeit von Müller, „die zu den frühesten wissenschaftlichen Gesamtdarstellungen einer nationalsozialistischen Kommunalgeschichte zählt“ und damit – den Standards akademischer Geschichtswissenschaft entsprechend – langfristig die Ergebnisse des Projekts Zeitgeschichte überstrahlt.
Doch es ist einer bürgerschaftlich betriebenen Stadtgeschichtsforschung und Erinnerungskultur zu verdanken, dass das Hotel Silber als Erinnerungsort erhalten geblieben ist. Unter der Überschrift Praktiziertes Vergessen hatte Bernd Burkhardt bereits 1984 auf die historische Bedeutung dieses Gebäudes als Sitz der Stuttgarter Gestapo verwiesen.
In dem von Gunter Demnig begründeten Projekt der Stolpersteine hat die 1982 von Manfred Rommel erwünschte bürgerschaftliche Mitarbeit ein wichtiges Betätigungsfeld gefunden, man vergleiche die Liste der Stolpersteine in Stuttgart. Dies ist auch bei der Gedenkstätte „Zeichen der Erinnerung“ am Nordbahnhof Stuttgart der Fall.

## Veröffentlichungen des Projekts
- Prolog, politische Plakate der späten Weimarer Republik. Eine Ausstellung des Projekts Zeitgeschichte "Kultur unterm Turm". Hrsg.: Projekt Zeitgeschichte im Kulturamt d. Landeshauptstadt Stuttgart. Ausstellungsgestaltung: Michael Molnar. Red.: Karlheinz Fuchs. Collage: Michael Molnar. Projekt Zeitgeschichte im Kulturamt, Stuttgart 1982. 263 Seiten. (Inhaltsverzeichnis PDF)

- Völkische Radikale in Stuttgart. Zur Vorgeschichte und Frühphase der NSDAP 1890–1925. Eine Ausstellung des Projekts Zeitgeschichte "Kultur unterm Turm". Begleitausstellung zum Prolog, politische Plakate der späten Weimarer Republik / Katalogtext und Bildauswahl: Jürgen Genuneit. Ausstellungsgestaltung: Michael Molnar. Hrsg.: Projekt Zeitgeschichte im Kulturamt der Landeshauptstadt Stuttgart. Projekt Zeitgeschichte im Kulturamt, Stuttgart 1982. 227 Seiten. (Inhaltsverzeichnis PDF)

- Die Machtergreifung, von der republikanischen zur braunen Stadt. Eine Ausstellung des Projekts Zeitgeschichte, "Kultur unterm Turm". Hrsg.: Projekt Zeitgeschichte im Kulturamt der Landeshauptstadt Stuttgart. Ausstellungsvorbereitung Bernd Burkhardt … Realisation Michael Molnar unter Mitarbeit von Claudine Pachnicke. Red. Karlheinz Fuchs. Projekt Zeitgeschichte im Kulturamt, Stuttgart 1983. 485 Seiten. (Inhaltsverzeichnis) PDF.

- Friedrich Wolf. Die Jahre in Stuttgart 1927–1933, ein Beispiel. Begleitausstellung zu Die Machtergreifung, von der republikanischen zur braunen Stadt. Eine Ausstellung des Projekts Zeitgeschichte, "Kultur unterm Turm" / Hrsg.: Projekt Zeitgeschichte im Kulturamt der Landeshauptstadt Stuttgart. Katalog und Ausstellung: Michael Kienzle und Dirk Mende. Projektleitung: Karlheinz Fuchs. Ausstellungsrealisation: Michael Molnar; Claudine Pachnicke. Projekt Zeitgeschichte im Kulturamt, Stuttgart 1983. 382 Seiten. (Inhaltsverzeichnis) PDF.

- Landeshauptstadt Stuttgart, Projekt Zeitgeschichte. Stuttgart im Dritten Reich. Eine Zeitung zur Ausstellung „Die Machtergreifung. Von der republikanischen zur braunen Stadt“ (29. Januar bis 29. Mai 1983). Auflage: 2000 Stück.
- 30. Januar 1933: Die braune Diktatur beginnt. Beilage des Amtsblatts der Stadt Stuttgart, Nummer 3 vom 20. Januar 1983. Redaktion und Gestaltung: Axel IF Grau, Presse- und Informationsamt, Texte: Harald Schukraft, Gisela Fechner. 8 Seiten Umfang.

- Karlheinz Fuchs (Hrsg.): Anpassung, Widerstand, Verfolgung. Die Jahre von 1933 bis 1939. Ausstellungsvorbereitung Bernd Burkhardt, Walter Nachtmann, Karlheinz Fuchs. Hrsg.: Projekt Zeitgeschichte im Kulturamt der Landeshauptstadt Stuttgart. Projektleitung: Karlheinz Fuchs. Stuttgart 1984. 576 Seiten. (Inhaltsverzeichnis) PDF.